# Cesarea marittima

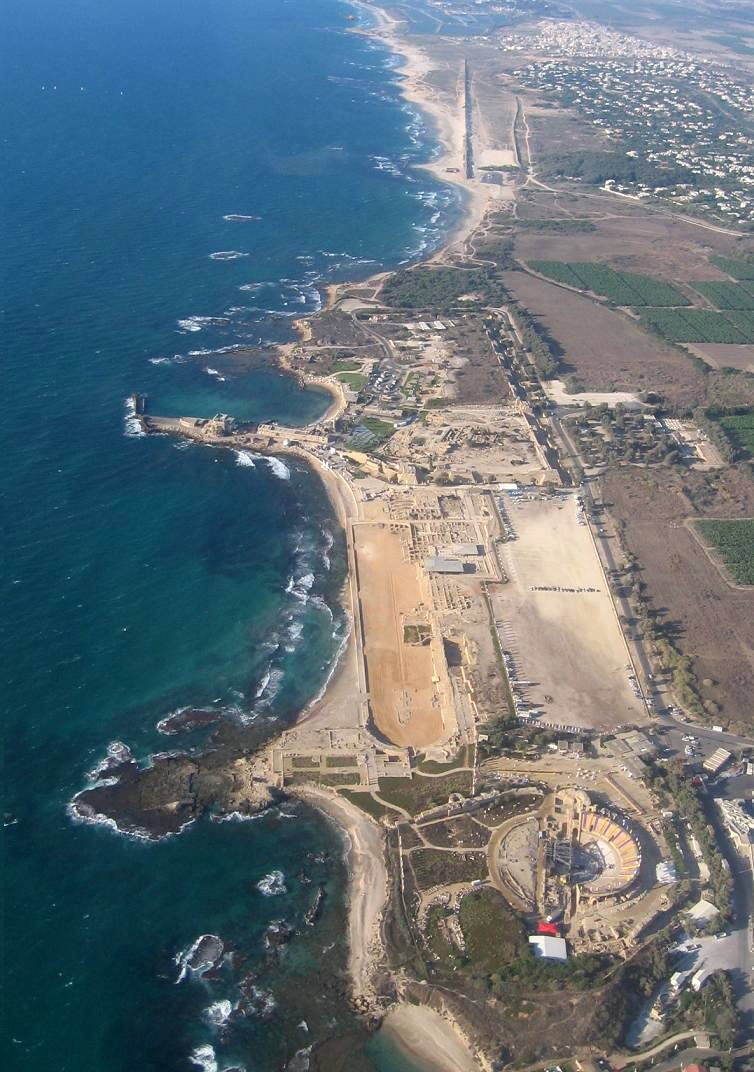
Foto aerea delle attuali rovine della città di Cesarea. Sullo sfondo, la moderna città di Cesarea in Israele

Cesarea marittima (in greco antico: Καισάρεια?, Kaisáreia, in latino Caesarea ad mare) fu una città portuale fondata da Erode il Grande tra il 25 e il 13 a.C. sulla costa mediterranea nel regno di Giudea sotto protettorato romano. Fu chiamata Cesarea in onore di Cesare Ottaviano Augusto. La città è conosciuta con molti nomi, tra cui, oltre a Cesarea marittima, anche Cesarea di Palestina, Colonia Prima Flavia Augusta Caesariensis, Cesarea di Erode, Horvat Qesari, Kaisariyeh, Kessaria, Metropoli della provincia di Siria e Palestina, Migdal Shorshon, Qaisariya, Qaisariyeh, Qaysariyah, Qesari, Qisri, Qisrin. Essa porta lo stesso nome di molte altre città dell'era romana, tra cui Cesarea di Filippo sulle alture del Golan e Cesarea Mazaca in Cappadocia. La città era un emporio commerciale già all'epoca dei Fenici (IV secolo a.C.).

## Storia
Nel 6 d.C. Cesarea divenne la capitale politica e militare della provincia romana di Giudea (rinominata Syria Palaestina nel 135 d.C.) e vi risiedeva il procuratore e governatore romano.
Ancora in età romana, la città possedeva un porto molto grande con un molo che proteggeva gli attracchi da sud e da ovest. Cesarea era nata come un fiorente borgo mercantile fenicio dedito alla produzione e al commercio della preziosa porpora. Sul porto si ergeva il tempio di Augusto e Roma, in posizione sopraelevata. Un doppio acquedotto portava l'acqua in città dalle sorgenti del monte Carmelo. I ruderi di un imponente anfiteatro sono ancora visibili oggi come i resti del citato acquedotto. La città era fiorente e abitata da popolazioni di varia etnia, ebrei, greci, romani, samaritani. Fu molto ben descritta da Flavio Giuseppe nei suoi libri Guerra giudaica e Antichità giudaiche.
Dopo la rivolta di Simon Bar Kokheba, Gerusalemme fu completamente distrutta e Cesarea divenne il centro della cristianità in Israele.
Nel III secolo Origene vi soggiornò a lungo fondandovi la scuola di teologia e annessa biblioteca, il cui testo più importante è la Storia Ecclesiastica in 10 volumi. Vi scrisse la sua opera più famosa, la Exapla. Eusebio vi fu arcivescovo tra il 315 e 318. Con il sostegno finanziario di Panfilo di Cesarea, presbitero in Cesarea, la biblioteca divenne una delle più rinomate dei suoi tempi e conteneva più di 30 000 manoscritti. Gregorio Nazianzeno, Basilio Magno e Sofronio Eusebio Girolamo vennero a Cesarea per approfondire i propri studi. A Cesarea nacque Procopio, lo storico dell'imperatore Giustiniano.
L'importanza del teatro è testimoniata da numerose citazioni di Flavio Giuseppe e degli Atti degli Apostoli; anche una fonte tarda (la Descriptio Orbis Terrae del IV sec. d.C.) cita Cesarea per i suoi attori.
Quando la provincia bizantina di Syria Palaestina venne divisa in tre parti alla fine del quarto secolo, Cesarea continuò ad essere capitale della Palaestina Prima.
La città cominciò a decadere dopo essere stata conquistata dagli arabi, che spostarono la capitale del distretto di Palestina (Filastin) da Cesarea a Lydda.

### Ponzio Pilato, Erode il Grande e Ottaviano Augusto
Negli anni '60 del XX secolo venne rinvenuta nel teatro cittadino la famosa iscrizione di Pilato, che era stata reimpiegata come scalino. Qui Pilato aveva posto la sede del proprio potere e, caso unico in tutto l'impero, il nome di questa città era stato dedicato da Erode il Grande in onore di Cesare Ottaviano. L'anello di Pilato fu ritrovato nella sua dimora di Herodion, a testimoniare i rapporti di profonda e intima amicizia fra Pilato ed Erode il Grande da un lato e Ottaviano dall'altro.
Erode aveva fatto erigere un ampio e sontuoso palazzo sia sulle rive del porto sia a Gerusalemme, presso cui trasformò il Secondo Tempio e lo unì a una fortezza per le legioni romane, da lui battezzata Antonia in onore di Marco Antonio, ma anche dell'Antonia degli Angeli di Davide, il luogo di ritiro spirituale dei re d'Israele, che sorgeva accanto a quello del sommo sacerdote del Tempio.
Sempre secondo fonti cristiane, in quella che era stata la sede storica della dinastia asmonea, Erode Antipa, figlio di Erode il Grande, aveva posto la sua dimora accanto alle legioni romane e non distante dal letto di nozze di Ponzio Pilato.

### Cristianesimo israelita e reazione romana
Gli eventi successivi segnano in questo luogo l'apertura del mondo israelita ai pagani e l'inizio della repressione del mondo romano.
A Cesarea Marittima fu imprigionato san Paolo apostolo, dopo avervi trovato riparo presso la comunità ebraica dagli ebrei greci di Gerusalemme, che intendevano ucciderlo (Atti 8.26-30); da questa città ebbe inizio la predicazione del diacono Filippo (Atti 8,48), poco tempo prima che Pietro convertisse il primo non ebreo al Cristianesimo, il centurione Cornelio.
A Cesarea il generale Vespasiano riconquistò il consenso e mobilitò le forze romane in vista della Prima Guerra Giudaica del 66 d.C. Suo figlio Tito Augusto portò a termine la distruzione e il saccheggio del Tempio di Gerusalemme, riuscendo ad impossessarsi della Menorah dei sommi sacerdoti.
Nei pressi delle antiche rovine di Cesarea marittima è stata fondata la moderna città di Cesarea in Israele.